# WD 1856+534
Désignations
WD 1856+534 est une naine blanche située à 24,76 ± 0,03 pc (∼80,8 al) dans la direction de la constellation du Dragon. Elle fait partie d'un système de trois étoiles.
Sa température de surface étant de 4 710 ± 60 kelvins, les modèles de refroidissement indiquent que cette étoile est devenue une naine blanche il y a 5,9 ± 0,5 milliards d'années.

## Système
En juillet-août puis octobre 2019, le télescope spatial TESS puis les télescopes Carlos Sánchez et GTC ont détecté des baisses de luminosité interprétées comme le transit d'une planète géante, dénommée WD 1856 b (également TOI-1690 b). Elle a une masse d’environ 9 MJ, et une période orbitale d'environ 34 heures (soit 1,42 jour).

## Modèle d'évolution de l’étoile
Le fait que cette planète ait survécu aux forces de marée lors de la transformation de l'étoile en naine blanche met en difficulté les modèles actuels d'évolution stellaire, et notamment ceux des binaires à enveloppe commune.